# Lijst van rijksmonumenten in Amsterdam Nieuw-West
Een overzicht van rijksmonumenten in de stad Amsterdam. Van de 7.324 inschrijvingen (inclusief onderdelen van objecten) in Amsterdam liggen er 8 in stadsdeel Nieuw-West.

## Haarlemmerweg
Langs de Haarlemmerweg zijn er 3 inschrijvingen in het rijksmonumentenregister.
| Object                        | Oorspronkelijke functie?  | Bouwjaar | Architect | Locatie           | Coördinaten?                 | Nr.?   | Afbeelding        |
| ----------------------------- | ------------------------- | -------- | --------- | ----------------- | ---------------------------- | ------ | ----------------- |
| De 1100 Roe                   | Industrie- en poldermolen | ca. 1674 |           | Herman Bonpad 6   |                              | 5551   | Meer afbeeldingen |
| De 1200 Roe                   | Industrie- en poldermolen | ca. 1632 |           | Haarlemmerweg 701 | 52° 23' 3" NB, 4° 48' 55" OL | 1443   | Meer afbeeldingen |
| Munitiecomplex De 1800 Roeden | Militaire opslagplaats    | 1897     |           | Haarlemmerweg 711 | 52° 23' 2" NB, 4° 46' 49" OL | 507406 | Meer afbeeldingen |

## Sloten
Het dorp Sloten telt 3 inschrijvingen in het rijksmonumentenregister.
| Object                                                            | Oorspronkelijke functie? | Bouwjaar | Architect  | Locatie                  | Coördinaten?                  | Nr.?   | Afbeelding                                                        |
| ----------------------------------------------------------------- | ------------------------ | -------- | ---------- | ------------------------ | ----------------------------- | ------ | ----------------------------------------------------------------- |
| Banpaal in de vorm van een natuurstenen obelisk op bakstenen voet | Gebouw                   | 1794     |            | Sloterweg tegenover 1204 | 52° 20' 30" NB, 4° 47' 56" OL | 6769   | Banpaal in de vorm van een natuurstenen obelisk op bakstenen voet |
| Sloterkerk                                                        | Kerk en kerkonderdeel    | 1861     | P.J. Hamer | Osdorperweg 28           | 52° 20' 32" NB, 4° 47' 53" OL | 506238 | Meer afbeeldingen                                                 |
| Sint-Pancratiuskerk                                               | Kerk en kerkonderdeel    | 1901     | Jan Stuyt  | Sloterweg 1186           | 52° 20' 30" NB, 4° 47' 59" OL | 526706 | Meer afbeeldingen                                                 |

## Slotermeer
De tuinstad Slotermeer telt 1 inschrijving in het rijksmonumentenregister.
| Object         | Oorspronkelijke functie? | Bouwjaar | Architect    | Locatie                      | Coördinaten? | Nr.?   | Afbeelding        |
| -------------- | ------------------------ | -------- | ------------ | ---------------------------- | ------------ | ------ | ----------------- |
| Westereindflat | Flatgebouw               | 1957     | Jan Rietveld | Harry Koningsbergerstraat 94 |              | 530911 | Meer afbeeldingen |

## Slotervaart
De tuinstad Slotervaart telt 1 inschrijving in het rijksmonumentenregister; een complex van laagbouw, middelhoge bouw, benzinestations en torenflat.
| Object          | Oorspronkelijke functie? | Bouwjaar | Architect     | Locatie                   | Coördinaten?                  | Nr.?   | Afbeelding        |
| --------------- | ------------------------ | -------- | ------------- | ------------------------- | ----------------------------- | ------ | ----------------- |
| Sloterhof       | Flatgebouwen             | 1959     | J.F. Berghoef | Comeniusstraat 1-709      | 52° 21' 32" NB, 4° 49' 50" OL | 532232 | Meer afbeeldingen |
| Sloterhof-toren | Torenflat                | 1959     | J.F. Berghoef | Hemsterhuisstraat 145-241 |                               | 532234 | Meer afbeeldingen |